# 川久保潔
川久保 潔（かわくぼ きよし、1929年〈昭和4年〉11月18日 - 2019年〈平成31年〉4月16日）は、日本の声優、俳優。81プロデュース所属。神奈川県横浜市出身。主な出演作に『天元突破グレンラガン』（グアーム）、『007 美しき獲物たち』（ゴッドフリー・ティベット卿）、『歴史でみる日本』（ナレーション）、『007 カジノ・ロワイヤル』（ジェームズ・ボンド卿）などがある。

## 来歴
1947年、鎌倉アカデミア演劇科の2期生として入学し、劇団小熊座に参加。
1950年、アカデミア閉校に伴って繰上げ卒業。
1951年、東京放送劇団の4期生として入団。
NPSテアトル、アーツビジョンを経て、最後は81プロデュースに所属していた。
CBCラジオ発の全国ネット番組『朝の歳時記』のナビゲーターを約30年余り担当していた。
2019年4月16日、肺癌のため89歳で死去したことが所属事務所の公式サイトで4月22日に伝えられた。

## 人物
声種はバリトンからローバリトン。気のいいお爺さんといった役柄が多かった。
『おねがい!サミアどん』では主人公の妖精・サミアどんを演じた。
洋画吹き替えではデヴィッド・ニーヴンを中村正に次いで多く担当していた。
名古屋章の死去の際には、『ピタゴラスイッチ』の百科おじさんを代演した（途中で車だん吉に引き継がれた）。
趣味はドライブ旅行。

## 出演
太字はメインキャラクター。

### テレビアニメ
1965年
- ジャングル大帝（第1作）（ディック）

1966年
- 新ジャングル大帝 進めレオ!

1969年
- ハクション大魔王（町長）
- ムーミン（1969年 - 1972年、ノーブル、おじいちゃん） - 2シリーズ

1971年
- アニメンタリー 決断

1972年
- 科学忍者隊ガッチャマン（フィンガー博士）
- 小さなバイキングビッケ

1973年
- ゼロテスター（タチバナ博士）

1975年
- イルカと少年（ミカエル）

1976年
- 母をたずねて三千里（ピエトロ・ロッシ）

1977年
- ルパン三世 (TV第2シリーズ)

1978年
- キャプテン・フューチャー（サイモン教授）
- 大雪山の勇者 牙王（養一郎）

1979年
- 科学忍者隊ガッチャマンF（オンケーン公爵）

1980年
- 宇宙戦艦ヤマトIII（揚羽の父）

1984年
- キャッツ・アイ（コネリー）

1985年
- おねがい!サミアどん（1985年 - 1986年、サミアどん）

1986年
- 宇宙船サジタリウス（イストリックス教授）

1989年
- 美味しんぼ（稲森社長）
- 手塚治虫物語 ぼくは孫悟空（萬籟鳴）

1990年
- 平成天才バカボン（一郎）

1992年
- 妖精ディック（ウィディスン）

1997年
- 救命戦士ナノセイバー（下目黒博士）
- 名探偵コナン（1997年 - 2000年、金谷裕之、石本誠二、堂本栄造）

1998年
- サイレントメビウス（剣皇グロスポリナー）
- 太陽の子エステバン（BS放送版）（クラカ）
- TRIGUN（マックス）

1999年
- 週刊ストーリーランド（王様）

2000年
- とっとこハム太郎（稲鳥会長）
- ドラえもん（テレビ朝日版第1期）（2000年 - 2001年、裁判長、サンタクロース、のび太のおじいちゃん〈代役〉）

2001年
- サラリーマン金太郎（大和守之助）
- ノワール（評議員）

2002年
- サイボーグ009 THE CYBORG SOLDIER（バン・アレン卿）

2004年
- 妄想代理人（冬蜂）

2005年
- 闘牌伝説アカギ 〜闇に舞い降りた天才〜（川田組長）
- MONSTER（ガルブレヒト）

2007年
- D.Gray-man（ケビン・イエーガー）
- 天元突破グレンラガン（グアーム）
- メイプルストーリー（メルバ）

2008年
- ゴルゴ13（アルバー）
- スケアクロウマン（ヘンリー）
- 秘密 〜The Revelation〜（嵯峨博士）

2009年
- 戦う司書 The Book of Bantorra（密売屋、ラスコール）

2011年
- ダンタリアンの書架（古本屋の主人）

### 劇場アニメ
1959年
- ひょうたんすずめ（ナレーター）

1960年
- 西遊記（金角大王）

1962年
- アラビアンナイト・シンドバッドの冒険（トルファ大臣）

1963年
- わんぱく王子の大蛇退治

1966年
- サイボーグ009（副首領ビーグル）
- ジャングル大帝

1971年
- 日本むかしばなし わらしべ長者

1990年
- ドラえもん のび太とアニマル惑星（町長）
- ハローキティのおやゆびひめ（モグラ）

1991年
- サイレントメビウス（剣皇グロスポリナー）

1997年
- スレイヤーズぐれえと（ロード・ハイゼン）

1998年
- ようこそロードス島へ!（ウォート）

2008年
- 劇場版 天元突破グレンラガン 紅蓮篇（グアーム）

### OVA
1986年
- ガルフォース（マッケンジー）

1987年
- バブルガムクラッシュ!（クインシー）

1989年
- イース（ダレス）
- 聖獣機サイガード -CYBERNETICS・GUARDIAN-（フィルクス）

1990年
- A.D.POLICE（本部長）
- 戦国武将列伝 爆風童子ヒッサツマン（白雲斎）

1991年
- 孔雀王（高畑神父）
- マネーウォーズ 狙われたウォーターフロント計画（森田社長）

1992年
- 創世機士ガイアース（ゾニアック）

1994年
- コズミック・ファンタジー 銀河女豹の罠（ドクターミード）
- マーズ（アル）

1998年
- 銀河英雄伝説外伝 汚名（ミヒャエル・ジギスムント・フォン・カイザーリング）
- MASTERキートン（フォックス大佐）

2001年
- 釣りキチ三平（佐吉）

2006年
- トップをねらえ2!（提督）

### ゲーム
- プリンセスクエスト（1998年、モンブラン）
- サラリーマン金太郎 THE GAME（2000年、大和守之助）
- バウンサー（2000年、凰）
- シャドウハーツ（2001年、徳壊）
- ダンジョン・シージ（2002年）
- 第2次スーパーロボット大戦Z 破界篇（2011年、グアーム）

### ドラマCD
- クイーンズ・ロード外伝 オラシオンは燃えているか!（ヒルバック）
- サンダーバード秘密基地セット（センチネル号艦長）
- CDシアター ドラゴンクエストI（メルキドの老人）
- 花鎮の饗 山藍紫姫子の世界（観月流宗家）
- モンスターメーカー ドラマCD 魔剣デスデリバーを探せ!（老騎士）

### 吹き替え

#### 俳優
ジム・ブロードベント
- ブリジット・ジョーンズの日記シリーズ（コリン・ジョーンズ）
  - ブリジット・ジョーンズの日記
  - ブリジット・ジョーンズの日記 きれそうなわたしの12か月
  - ブリジット・ジョーンズの日記 ダメな私の最後のモテ期

- ブロードウェイと銃弾（ワーナー・パーセル）

デヴィッド・ニーヴン
- 好敵手（リチャードソン）
- 最後の突撃（ペリー）
- ザ・ローグス（アレック・フレミング）
- 007/カジノ・ロワイヤル（ジェームズ・ボンド卿）※日本テレビ版
- デビッド・ニーブン・ドラマ・シリーズ
- 天国への階段（ピーター・D・カーター）
- 突撃爆撃隊（スコット）
- ラフ・カット（シリル・ウィリス ）

テリー・トーマス
- おかしなおかしなおかしな世界（アルジャーノン・ホーソン）
- ニューヨークの大停電（ラディスロー）
- 女房の殺し方教えます（チャールズ・ファーバンク）

フィリップ・アボット
- FBIアメリカ連邦警察（アーサー・ウォード部長）※初代
- 大草原の小さな家（ケンダル）
- ペンタグラム/悪魔の烙印（枢機卿）※テレビ朝日版

#### 映画
- アウトロー（キャッシュ〈ロバート・デュヴァル〉）
- アトランティス7つの海底都市（アトラクソン〈ダニエル・マッセイ〉）
- アメリカ上陸作戦（ウォルト・ホイテッカー〈カール・ライナー〉）
- アンツィオ大作戦
- いつも上天気（ダグ〈ダン・デイリー〉）
- インディ・ジョーンズ/魔宮の伝説（ブランバート〈フィリップ・ストーン〉）※ソフト版
- ヴァキューミング（トミー〈ティモシー・スポール〉）
- ウェディング・バンケット（ウェイトンの父〈ラン・シャン〉）
- 宇宙水爆戦（スティーヴ・カールソン〈ラッセル・ジョンソン〉）※フジテレビ版
- エアフォース・ワン（ペトロフ大統領〈アラン・ウォルフ〉）※日本テレビ版
- 駅馬車（カーリー・ウィルコック保安官〈ジョージ・バンクロフト〉）※NET版
- エクソダス:神と王（ヌン〈ベン・キングズレー〉[35]）
- 追いつめられて（シラー）※テレビ朝日版
- 黄金（パット・マコーミック）
- オペラ座の怪人（ピートリー教授/怪人〈ハーバート・ロム〉）
- 傷だらけの帝王（エンリコ〈レイモン・ペルグラン〉）
- キューティ・ブロンド/ハッピーMAX（シド・ポスト〈ボブ・ニューハート〉）
- 恐怖の館（ハリー・リンカーン〈ラルフ・ベラミー〉）※ソフト版
- キング・コング（カール・デナム〈ロバート・アームストロング〉）※NHK版
- クルーゾー警部（ブレイスウェイト警視総監〈パトリック・カーギル〉）
- 荒野の大活劇（バーンズ〈アントニオ・カサス〉）
- ザ・カンニング IQ=0（レオン・ジュマンクール〈ユベール・デシャン〉）
- ザ・シークレット・サービス（大統領〈ジム・カーリー〉）※テレビ朝日版
- ザ・ロック（連邦最高裁長官〈フィリップ・ベイカー・ホール）、大統領〈スタンリー・アンダーソン〉）※ソフト版
- 三十四丁目の奇蹟（クリス・クリングル〈エドマンド・グウェン〉）※TV版
- サンタ・バディーズ 小さな5匹の大冒険（サンタクロース）
- サンタリア 魔界怨霊
- 幸せのちから（マーティン・フローム〈ジェームズ・カレン〉）※日本テレビ版
- シャラコ（チャールズ・ダゲット〈ジャック・ホーキンス〉）
- 終身犯（トーマス・E・ガッディス〈エドモンド・オブライエン〉）※NET版
- 将軍たちの夜（サンダウアー大佐〈ジョン・グレグソン〉）
- シルクウッド（クィンシー・ビスル〈ヘンダーソン・フォーサイス〉）※NHK版
- スリーメン&ベビー（メルコウィッツ〈フィリップ・ボスコ〉）※フジテレビ版
- 大脱走（フォン・ルーゲル所長〈ハンネス・メッセマー〉）※フジテレビ版
- 第八ジェット戦闘機隊（牧師）
- 007/美しき獲物たち（ゴッドフリー・ティベット卿〈パトリック・マクニー〉）※TBS版
- 小さな恋のメロディ（校長〈ジェームズ・カズンス〉）※テレビ朝日版
- チキ・チキ・バン・バン（スクランプシャス卿〈ジェームズ・ロバートソン・ジャスティス〉）※ソフト版
- 地球は壊滅する（スティーヴ〈ダナ・アンドリュース〉）
- D.N.A./ドクター・モローの島（モロー博士〈マーロン・ブランド〉）※VHS版
- ティモシーの小さな奇跡（バブおじさん〈M・エメット・ウォルシュ〉）
- 電撃フリントGO!GO作戦（マルコム・ロドニー〈エドワード・マルヘアー〉）※TBS版
- ドクター・ドリトル（キャロウェイ〈ピーター・ボイル〉）※ソフト版
- 飛べ!フェニックス（ルー・モラン〈リチャード・アッテンボロー〉）※TBS版
- ナイトメア・オブ・クリスマス（ムストラム・リドカリー学長〈ジョス・アクランド〉、ダウネイ卿〈デビッド・ワーナー〉）
- ニューヨークのいたずら（ビッグ・ルー・クリツキー〈ヴィンセント・ガーディニア〉）
- 野のユリ（ハロルド・アシュトン〈ラルフ・ネルソン〉）※テレビ朝日版
- ハエ男の恐怖（フランソワ・ドランブル〈ヴィンセント・プライス〉）※NET版
- 裸の銃を持つ男シリーズ（エド・ホッケン〈ジョージ・ケネディ〉）※テレビ朝日版
  - 裸の銃を持つ男
  - 裸の銃を持つ男 2 1/2
  - 裸の銃を持つ男 33 1/3 最後の侮辱
- バットマン オリジナル・ムービー（オズワルド・コブルポット/ペンギン〈バージェス・メレディス〉）※TBS旧録版
- バロン（月の王〈ロビン・ウィリアムズ〉）※ソフト版
- ビーン（ジョージ・グリアソン〈ハリス・ユーリン〉）※フジテレビ版
- 白夜の陰獣（ボリス・ツァーゴ医師〈リチャード・パスコ〉）
- ピンク・パンサー2（ファットマン〈エリック・ポールマン〉）※ソフト版
- プライベート・ライアン（ジョージ・マーシャル将軍〈ハーヴ・プレスネル〉）※ソフト版
- ブラザーサンタ（ナレーター）
- ブラッディ・バレンタイン3D（ベン・フォーリー〈ケヴィン・タイ〉）
- ボクサー（ジョー・ハミル〈ブライアン・コックス〉）
- ポリスアカデミー（エリック・ラサール校長〈ジョージ・ゲインズ〉）
- 香港定期便（マーク・コンラッド 〈クルト・ユルゲンス〉）
- 真昼の決闘（フランク・ミラー〈イアン・マクドナルド〉）※フジテレビ新録版
- ミセス・ダウト（ジョナサン・ランディ社長〈ロバート・プロスキー〉）※テレビ朝日版
- 燃えよドラゴン（ブレスウェイト〈ジェフリー・ウィークス〉）※テレビ朝日版
- 夕陽に立つ保安官（オーリー〈ハリー・モーガン〉）
- よろめき休暇（マック副官〈レイ・ウォルストン〉）
- らせん階段（ロード・ワーレン博士）
- レベッカ（ジャック・ファヴェル〈ジョージ・サンダース〉）※NET版
- ワイルド・ワイルド・ウエスト（コールマン〈M・エメット・ウォルシュ〉）※日本テレビ版
- 惑星「犬」。（シェップ〈カール・ライナー〉）
- ワン・モア・キス（フランク〈ジェームズ・コスモ〉）

#### ドラマ
- アーノルド坊やは人気者（フィリップ・ドラモンド〈コンラッド・ベイン〉[36]）
- 悪魔の異形 #13（マッキントッシュ神父〈アンソニー・ブラウン〉）
- アルフ シーズン3 #4・5（エド・マクマホン）
- ER緊急救命室XIII、XV（ラビ〈ジョージ・ワイナー〉）
- インディ・ジョーンズ/若き日の大冒険（ウェン）
- インベーダー シーズン1 #2（エヴァンス〈エドワード・アンドリュース〉）
- X-ファイル 闇（スティーヴ・ハンフリーズ）※テレビ朝日版
- NCIS 〜ネイビー犯罪捜査班（アーネスト・ヨスト伍長〈チャールズ・ダーニング〉）
- 狼女の香り（メイスン教授）
- 奥さまは魔女（モーリス・スティーヴンス〈モーリス・エヴァンス〉）
- 巌窟王〜モンテ・クリスト伯（議長）
- 頑固じいさん孫3人（リード）
- ケインとアベル（カーティス・フェントン）
- 高慢と偏見（エドワード・ガーディナー）
- ザ・ルーシー・ショー シーズン4 #16（メトカーフ医師〈ジェローム・コーワン〉）※TBS版
- ジェシカおばさんの事件簿#23（ノーマン・アンバーソン〈ロバート・カルプ〉）
- 将軍アイク（ドイツの謀略戦争のアナウンサー）
- 私立探偵ハリー（モー〈ビク・テイバック〉）
- 新アウターリミッツ（ビル・トレントン〈デビッド・ワーナー〉）
- 新スタートレック（車掌〈デヴィッド・ハドルストン〉）
- 新80日間世界一周（ウェントワース〈ロバート・モーレイ〉）※VHS版
- スタートレック:ヴォイジャー（パターソン提督〈デイキン・マシューズ〉）
- スパイ大作戦
  - 二重替え玉作戦（ジョナサン・デイビス外務次官）
  - 不死鳥を葬れ!（ステファン・プロホシュ〈アルフ・クジェリン〉）
  - 二重スパイをでっちあげろ（ロジャー・トランド〈フェルナンド・ラマス〉）
  - 山師が公国を狙っている（ピカード首相〈アーサー・フランツ〉）
- 0011ナポレオン・ソロ（首相、バックストリート）
- 続ハリーズ・ロー 裏通り法律事務所（エイブ・ゴールド）
- それ行けスマート（ジークフリート〈バーニー・コペル〉）※NET版
- 大草原の小さな家（ムーディ〈レイモンド・セント・ジャックス〉、マーヴィン〈ラルフ・ベラミー〉）
- 超音速攻撃ヘリ エアーウルフ シーズン2 #20（アーサー・バーンズ〈マーティン・ミルナー〉）
- 電撃スパイ作戦 #6（クランモア少佐〈アラン・カットバートソン〉）、＃18（ウォーレン〈ジョン・フランクリンーロビンス〉）、#19（ダグラス・トレニック〈テレンス・アレクサンダー〉）、#24（ジュールス〈アントン・ロジャース〉）
- 逃亡者　#108 (トム・ヘイラー〈ハロルド・グールド〉)
- どこかでなにかがミステリー（メル〈マシュー・ウォーカー〉）
- 南北戦争物語 愛と自由への大地（デービス）
- 農園天国（オリバー・ウェンデル・ダグラス〈エディ・アルバート〉）
- 美女と野獣（エドワード〈ダニエル・ベンザリ〉）
- 秘密指令S #7(パオロ)
- 不思議の国のアリス(1985)（フクロウ〈ジャック・ウォーデン〉）
- フラグルロック（博士〈ジェラード・パークス〉）
- ブラボー火星人（マーチンおじさん〈レイ・ウォルストン〉）
- ブロッサム（パトリック・ウィンターズ）
- ボーイ・ミーツ・ワールド（クックモンド教授〈オーブリー・モリス〉）
- ミステリーゾーン（ファーバー機長〈ジョン・アンダーソン〉、リチャーズ〈ジョン・デナー〉）
- ミス・マープル 復讐の女神（ブロードリブ）
- 名探偵ポワロ 負け犬（サー・ルーベン・アストウェル卿〈デニス・リル〉）※NHK版
- メントーズ 世界の偉人たちからのメッセージ（ウィリアム・ランドルフ・ハースト〈マイケル・モリアーティ〉）
- モンスターズ シーズン1 #14（ワード〈フランク・ゴーシン〉）
- ラバーン&シャーリー シーズン2 #17（ジャック・フィーニー〈スコット・ブレイディ〉）
- ルーツ（アレックス・ヘイリー）※ソフト版
- ロンドン指令X（ビショップ）

#### アニメ
- アーサー王（アーサー王）
- おしゃれキャット（エドガー）
- スワンプリンセスシリーズ（パフィン中尉）
  - スワンプリンセス/白鳥の湖
  - スワンプリンセス2/魔王の城
  - スワンプリンセス3/禁断の書
- タンタンの冒険（カリス所長）
- ライオン・キングのティモンとプンバァ（レスター）
- ペネロッピー絶体絶命（怪人マントメガネ）
- マドレーヌといっしょに（ナレーション）
- ミクロ決死隊（カーター）
- ミッキーの王子と少年（国王）
- ミュータント・タートルズ（1987年テレビ東京版）（フェルム）
- ロビン・フッド（プリンス・ジョン）※劇場公開版

#### 人形劇
- マペット・ショー（ピーター・セラーズ）

### 特撮
- ロボット刑事（バドーの声）

### 人形劇
- こどもにんぎょう劇場（NHK教育）
  - 「王様の耳はロバの耳」（王様）
  - 「かちかちやま」（おじいさん）
  - 「王さまのたいこ」
  - 「ものぐさたろう」（庄左衛門）
  - 「ゆきおんな」
  - 「石の裁判」
  - 「かっぱのいたずら」
  - 「一休さん」（清右衛門）
  - 「ぶんぶくちゃがま」
  - 「わらしべ長者」（カラス 他）
  - 「げたの音」
  - 「最後の一葉」
  - 「大工と鬼六」
  - 「ドン・キホーテの冒険」
  - 「続・ドン・キホーテの冒険」
  - 「ねずみのとうさんアナトール」
  - 「ものぐさ太郎」
  - 「やじさん・きたさん」
- 家なき子（ドリスコル）
- じんざえもんと5人のともだち
- 真田十勇士
- 神州天馬侠（忍剣）
- 新八犬伝（犬山道節 他）
- チロリン村とくるみの木
- のびのびノンちゃん（くまのなんでもや）
- ひげよさらば（1984年 - 1985年、NHK、テツガク）
- ひょっこりひょうたん島　リメイク版（海賊ヤッホー）
- プリンプリン物語（1979年 - 1982年、NHK、海神ネプチューン、仙人）
- 紅孔雀（五升酒の猩々）

### ラジオ
- 天の川（1952年、 叔父[37]）
- 朝の歳時記（ナビゲーター）
- アイザック・アシモフ原作 黒後家蜘蛛の会「電光石火」（ロバート・アルフォード・ブンゼン）
- NHK文芸劇場 江戸川乱歩 推理作家シリーズ「心理試験」（1963年）
- NHK-FM ラジオドラマ
  - 青春アドベンチャー「封神演義」（ナレーター）
  - 日本沈没（山崎）
  - 海底二万リーグ（ナレーター）
  - 青春アドベンチャー「BANANA FISH」（ディノ・ゴルツィネ）
  - 青春アドベンチャー 「ジュラシック・パーク」  (ハモンド博士)
- FMシアター「レンタル・メモリアル」（上司）
  - ラジオ図書館 鉄腕アトム・青騎士の巻（お茶の水博士）
- 火の鳥「乱世編」（義経の家臣）
- 日本・ミャンマー外交関係樹立60周年記念 ドキュメンタリードラマ「血の絆」
- 水のほとり（釈迦族長老）

### シングルレコード・音楽CD
- キャプテンウルトラ ※挿入歌「ハックとジョー」でキケロのジョー役を担当して、ハック役の熊倉一雄と合唱（キング SKD(H)2006M、1979年発売）
- おねがい!サミアどん ※イメージソング「サミアどん音頭（ブギ）」でバックコーラスのビクター少年民謡会と歌唱（ビクター MV-3095、1985年6月5日発売）
- ジャングル大帝 TVサウンドトラック「ディックとボウ」、「うわさのタネ」（東芝EMI TOCT-10235、1998年3月28日発売）

### レコード・その他CD
- 江戸川乱歩 推理小説シリーズ「赤い部屋」「疑惑」カセットブック（1988年） - 朗読
- BANANA FISH（ディノ・ゴルツィネ）
- 新潮CD「方丈記」 - 朗読
- わらべうたメドレー（東京放送児童合唱団 / スターライトアンサンブル） - 語り
- 青江舜二郎 生誕百年記念作品「水のほとり」CD（2005年） - 釈迦族長老 役

### ナレーション
- NHKスペシャル（NHK総合）
- NHK教養セミナー 科学と人間（NHK教育） - 朗読
- さわやかくらぶ（NHK教育） - 朗読
- 近代文学シリーズビデオ「森鷗外」（解説）
- 残酷大陸クワヘリ（日本語版ナレーター）
- 戦争ドキュメンタリービデオ 零戦vsヘルキャット〜KILL THAT ZERO（2001年）
- 鉄道ジャーナル・ビデオ&DVDシリーズ「くろがねの馬」（1976年）
- BS世界のドキュメンタリー（NHK BS）
- ミヤリサン製薬映像作品「腸内菌叢と宿主」（解説）
- 歴史で見る日本（NHK）

### ボイスオーバー
- NHK特集 日本の戦後（NHK総合）
- 世界・ふしぎ発見!（TBS）
- 美の巨人たち（BSジャパン）
- BS世界のドキュメンタリー（NHK BS）

### 教育番組
- NHK
  - あんぜんきょうしつ（ハンドルおじさん）
  - ひとりでできるもん!（クッキング、メイキング）
  - ピタゴラスイッチ（百科おじさん〈2代目〉）
  - ものしり博士

### テレビドラマ
- 子供の時間 ドラマ（NHK総合テレビジョン）
  - 万寿姫（1953年） - 庭香 役
  - 燃えるキリシタン城（1954年）
- 風雪 / 教育勅語（1964年、NHK） - 商人
- 大河ドラマ（NHK）
  - 源義経（1966年）  - 藤沢入道 役
  - 徳川家康（1983年） - 鳥居元忠 役
  - 独眼竜政宗（1987年） - 白河義親 役
- 連続テレビ小説（NHK） - ナレーション
  - あしたこそ（1966年）
  - なっちゃんの写真館（1980年）
  - ハイカラさん（1982年）
- 事件記者 第144話「白い爪あと」（1963年）
- フジ三太郎（1968年、TBS） - ナレーション
- 右門捕物帖（1969年、NTV） - ナレーション
- 男は度胸（1970年）
- 出会い（1973年、NHK）
- 悪女について（1978年） - ナレーション
- まんが道（1987年、NHK） - 花堂編集局長 役

### 映画
- 樋口源一郎 文化映画（桜映画社） - ナレーター
  - カメラとシャッター（1960年）
  - ぼうえき（1960年）
  - 女王蜂の神秘（1962年）
- 血液 -止血のしくみ-（1962年、科学映画） - 解説
- 早池峰神楽の里（1981年） - 語り
- カナカナ（1994年） - 塚本啓介 役
- 鎌倉アカデミア 青の時代（2017年） - インタビュー出演

### その他
- ユーモア劇場時代「わたしゃ町の易者じゃがね」（歌手）
- 放送番組センターCM（ナレーション）
- 朝霞市博物館（展示室のナレーション）